# 王佛松
王佛松（1933年5月23日—2022年12月31日），男，广东兴宁人，中國高分子化學家，中国科学院院士，曾任中國科學院副院长。

## 生平
1955年毕业于武汉大学化学系。
1998年3月，第九届全国人大第一次会议上，他当选全国人民代表大会常务委员会委员。